# Delodusa humeralis
Delodusa humeralis är en insektsart som först beskrevs av Boris Petrovich Uvarov 1929.  Delodusa humeralis ingår i släktet Delodusa och familjen vårtbitare. Inga underarter finns listade i Catalogue of Life.